# Dypsis nossibensis
Dypsis nossibensis – gatunek palmy z rzędu arekowców (Arecales). Występuje endemicznie na Madagaskarze, w prowincji Antsiranana. Można go spotkać w rezerwacie ścisłym Lokobe. Znane jest tylko jedno jego naturalne stanowisko.
Rośnie w bioklimacie wilgotnym. Występuje na wysokości do 500 m n.p.m.